# جلاد حال للأشواك عابر
الجلاد الحال للأشواك العابر (بالإنجليزية: Transient acantholytic dermatosis)‏ أو داء غروفر (بالإنجليزية: Grover's disease)‏ هو جلاد حكة حطاطي حويصلي متعدد الأشكال يمتاز نسيجيا بانحلال الأشواك:529، ويكون مع أو بدون عسر تقرن.
عندما يشخص داء غروفر فإنه يستمر من ستة أشهر إلى سنة، لذلك يوصف بأنه «عابر». وفي حالات معينة، قد يستمر فترة أطول، لكن يجب تمييزه عن جلاد انحلال الأشواك الخطي الناكس.